# Inversodicraea
Inversodicraea là một chi thực vật có hoa trong họ Podostemaceae.

## Loài
Chi Inversodicraea gồm các loài: